# Maubelo
Maubelo – wieś w Botswanie w dystrykcie Kgalagadi. Według spisu ludności z 2001 roku wieś liczyła 453 mieszkańców.